# 유포항
유포항은 경상남도 남해군 서면 노구리에 있는 어항이다. 1981년 12월 24일 지방어항으로 지정하여 관리하고 있다. 시설관리자는 남해군수이다.

## 개요
유포는 1120년경 망운산 1600m 지점에 잇는 면정동으로 불리는 계곡에 화전을 일구고 광석채취를 하며 살던 몇 가구가 바닷가로 옮겨오면서 형성된 마을이다. 유포마을은 윗마을, 가운데땀, 양지뜸, 들마을, 저들마을, 갱번가 등 여섯개 땀에 주민들이 농사와 바닷일을 하며 살아가고 있다. 유포마을 사람들은 동제를 반드시 길 윗쪽에 사는 사람이 제관을 해야 한다는 유래가 전해져 왔다. 그러나 시대가 변하면서 길 아랫쪽 마을이 더 커져 1975년부터는 이 관례를 깨뜨렸다. 음력 10월보름에 주민들이 모두 모여 꺼끄랑 나무에서 첫제를 올리고 난 다음, 두곳의 당산나무를 돌며 밥무덤에 제물을 남긴다.

## 어항 시설
- 방파제 150m, 물양장 150m

## 주요 어종
- 노래미, 감성돔, 장어, 도다리, 패각류